# Frente Revolucionario Indoamericanista Popular
El Frente Indoamericano Revolucionario y Popular, FRIP fue un movimiento político de Argentina, fundado por Francisco René Santucho, padre de Mario Roberto Santucho, en 1958 en Santiago del Estero, Argentina. Fue un movimiento nacionalista, indigenista y revolucionario, inspirado en parte en las ideas del peruano Víctor Raúl Haya de la Torre. Fue un antecedente del Partido Revolucionario de los Trabajadores.